# Diaphananthe ceriflora
Diaphananthe ceriflora är en orkidéart som beskrevs av Johannes Boye Petersen. Diaphananthe ceriflora ingår i släktet Diaphananthe och familjen orkidéer. Inga underarter finns listade i Catalogue of Life.